# Parthenodes
Parthenodes är ett släkte av fjärilar. Parthenodes ingår i familjen Crambidae.

## Dottertaxa tillParthenodes, i alfabetisk ordning[1]
- Parthenodes aenea
- Parthenodes aequivocalis
- Parthenodes albiceps
- Parthenodes ankasokalis
- Parthenodes bifurcalis
- Parthenodes bilinealis
- Parthenodes bisangulata
- Parthenodes briocusalis
- Parthenodes caepiosalis
- Parthenodes chalcialis
- Parthenodes dabiusalis
- Parthenodes dentifascialis
- Parthenodes ectargyralis
- Parthenodes ectopalis
- Parthenodes eugethes
- Parthenodes filigeralis
- Parthenodes gangeticalis
- Parthenodes gualbertalis
- Parthenodes hermeasalis
- Parthenodes hydrocampalis
- Parthenodes incultalis
- Parthenodes loricatalis
- Parthenodes mechanicalis
- Parthenodes mediocinctalis
- Parthenodes melanicalis
- Parthenodes mesoleucalis
- Parthenodes moralis
- Parthenodes nigra
- Parthenodes nigriplaga
- Parthenodes nymphulalis
- Parthenodes olivalis
- Parthenodes oxygona
- Parthenodes pallidalis
- Parthenodes pampalis
- Parthenodes parallelalis
- Parthenodes pulchralis
- Parthenodes rectangulalis
- Parthenodes rufalis
- Parthenodes scaralis
- Parthenodes scotalis
- Parthenodes upupalis